# Ashur-Dayan
Ashur-Dayan fou tartan o comandant en cap de l'exèrcit d'Assíria sota Salmanassar III (859-824 aC).
Apareix primerament com epònim el que indica que era d'una família noble, fins i tot de família reial. Va dirigir les campanyes militars a partir del 833 aC i segurament a la mort del rei, destacant en aquestes, a Urartu vers el 833 aC, a Patin el 831 aC, a Qurkhi el 830 aC i a Khubuixkia el 829 aC. L'any següent (828 aC) les informacions desapareixen i s'inicia la guerra civil. Ashur-Dayan no torna a ser esmentat.